# Чарушников, Александр Петрович
Александр Петрович Чарушников (28 августа (9 сентября) 1852, Глазов, Вятская губерния — 06 мая (18 мая 1913, Москва) — российский издатель и деятель революционного движения. Брат Ивана Петровича Чарушникова — организатора тайных типографий, деятеля революционного движения.

## Семья
- Отец — Пётр Елисеевич
- Брат — Иван Петрович
- Сестра — Клавдия Петровна (1868—1920 (21?)
- Брат — Михаил Петрович
- Брат — Пётр Петрович (? — 1905)
- Брат — Василий Петрович
- Сестра — Мария Петровна (1847 — ?) (по мужу Бусыгина), дочери — Таня и Маша.
- Сестра — Александра Петровна (по мужу Корепанова)
- Отец Пётр Елисеевич Чарушников мещанин города Глазов, выходец из вятских крестьян, купец II-й гильдии. Мать — неизвестно. В семье было 10 −12 детей, но сколько мальчиков и девочек, — неизвестно. По всей видимости, в семье купца Чарушникова произошёл раскол во взглядах на жизнь, и близкие родственные отношения сохранились не со всеми членами семьи. Наиболее тесное общение было установлено между братьями Александром, Иваном и Петром, и их сёстрами Клавдией и Марией (в замужестве Бусыгиной). Старший брат Михаил, при сочувствии к братьям, придерживался взглядов отца, являясь преемником его дела. Имена остальных детей неизвестны. С этой частью семьи Чарушниковых поддерживали хорошие отношения и тесно общались по жизни их племянник Владимир Михайлович Шулятиков (1872—1912) и его сестра Анна Михайловна Шулятикова (в замужестве Распутина) (1874—1908).

## Биография
Окончил уездное училище, работал в конторе Омутинского горного завода. В 1873—1874 годах в Нижнем Новгороде сблизился с кружком интеллигенции. Переехав в Петербург, поступил в контору купца Кокорева, установил связи с деятелями «Земли и воли». 2 апреля 1879 года арестован и выслан в Глазов. В Глазове подружился с братьями Короленко, Владимиром и Илларионом. В декабре 1881 года возвратился в Петербург и поступил на работу в Северное страховое общество помощником инспектора по речному страхованию.
В 1897 году по инициативе А. П. Чарушникова было создано издательство «С. Дороватовского и А.Чарушникова»: его первоначальной целью было издание произведений Максима Горького, которые не могли найти себе издателя в тогдашней России. В дальнейшем в издательстве впервые были изданы книги В. Г. Богораза, Е. Н. Чирикова, А. А. Кирпищиковой, А.Погорелова, Н. И. Тимковского — всего 105 книг. После смерти Чарушникова издательство прекратило своё существование, а нераспроданные остатки литературы были по его завещанию переданы Московскому народному университету им. А. Л. Шанявского. Было образовано пять стипендий в глазовских мужской и женской гимназиях; приобретены книги для глазовской гимназической библиотеки и библиотеки имени М. И. Шулятикова (создана при содействии А. П. Чарушникова в 1897 году); в 1916 году в Глазове начала работать детская бесплатная библиотека имени А. П. Чарушникова.
Похоронен 9.05.1913 (ст.ст.) на Ваганьковском кладбище на Конторско-Беляевском участке № 4. Памятник не сохранился, в начале 1930-х годов многие памятники из мрамора были вывезены для отделки станций Московского метрополитена.